# Félix de Vandenesse
Félix-Amédée de Vandenesse, conde, posteriormente visconde, é um personagem fictício da Comédia Humana de Honoré de Balzac, nascido em 1794.
É um dos personagens mais autobiográficos de Balzac, como talvez Louis Lambert. Como Balzac, ele é educado em Tours aos cinco anos, depois enviado sob pensão de 1801 a 1809 ao colégio dos Oratoriens de Pontlevoy. Fica oito anos sem ver sua família. Aos quinze anos, entra para a pensão Lepître em Paris, e estuda no liceu Charlemagne. Inscreve-se no curso de direito com dezesseis anos (ver Honoré de Balzac#Biografia) e se apaixona por Madame de Mortsauf na recepção organizada pela prefeitura de Tours em honra da primeira volta do duque de Angoulême.
Madame de Mortsauf é o retrato de Laure de Berny, amante do escritor. Ela tem seis anos a mais que Félix, seus filhos são doentios, seu marido, mal-humorado. Mas a comparação se interrompe aqui, uma vez que Madame de Mortsauf não mantém qualquer relação sexual com Félix, enquanto Laura de Berny é a iniciadora de Balzac. Laura de Berny é, em realidade, uma mistura de Madame de Mortsauf por sua retidão, mas também de Lady Dudley por sua sensualidade.
Félix é apresentado ao mundo graças ao apoio de madame de Mortsauf (como Balzac o foi por Laure de Berny) e se torna um dandi-leão como Henri de Marsay ou Eugène de Rastignac, após o noviciado doloroso de Le Lys dans la vallée. Finalmente, sua irmã, a marquesa de Listomère, que se tornará posteriormente uma maldição, é a única a consolá-lo dos rigores familiares. Os paralelos entre a vida real do autor e este romance são inumeráveis.

## Cronologia
- 1818, jovem de traços femininos e delicado, ele se torna conselheiro de Luis XVIII, graças às cartas de recomendação de madame de Mortsauf, e secretário particular do rei, que lhe dá a alcunha de Mademoiselle de Vandenesse devido à sua delicadeza. Nesta época, ele é cliente da Rainha das Rosas, perfumaria de César Birotteau. Lady Dudley tenta tirá-lo de Madame de Mortsauf, mas é apenas seu amor carnal que ela obtém : sua alma pertencerá sempre a Henriette, primeiro noe de Madame de Mortsauf.

- Depois da morte de Henriette, Lady Dudley o trata com desprezo, o que causa uma comoção próxima ao escândalo no camarote da Marquesa d'Espard na ópera, em Illusions perdues. Sem dúvida mais seguro de si, ele se permite tratar com insolência Lucien de Rubempré.

- Em 1824, em Le Cabinet des Antiques, ele empresta seu passaporte à Diane de Maufrigneuse, que se disfarça de homem para tentar tirar Victurnien d'Esgrignon de uma situação difícil onde este se encontrava por causa de notas promissórias falsificadas.

- Em 1825, em Le Bal de Sceaux, ele está em processo com seu irmão Charles, opondo-se a que as terras de Vandenesse sejam vendidas. Mestre Derville é seu advogado.

- Em 1827, em Le Contrat de mariage, ele se apaixona loucamente por Natalie de Manerville (esposa de Paul de Manerville). Nathalie o considera um homem de ferro porque ele havia vencido o sadismo de Arabelle Dudley. Ela exige que ele lhe conte suas memórias (que é o texto de Le Lys dans la vallée), mas ao invés de ficar tocada por esta narrativa, ela o responde por uma carta faceira em que o reprova por estar ligado a velhas lembranças que ela não espera vencer.

- Em 1828, em Une fille d'Eve, ele se casa com Marie-Angelique de Granville, filha de monsieur de Granville (o juiz Granville), que é a heroína do romance sob o nome de Marie-Angélique de Vandenesse. Em 1830, no mesmo romance, ele arrisca sua vida durante os Trois Glorieuses.

- Entre 1831 e 1833, ele ajuda na derrocada de Félicité des Touches em Autre étude de femme. É um homem da moda, agora convidado em Les Secrets de la princesse de Cadignan para o jantar na casa da Marquesa d'Espard, no qual Daniel d'Arthez defende calorosamente Diane de Maufrigneuse.

- Em 1834, Lady Dudley, que não desistiu de prejudicá-lo, lança Natalie de Manerville em seus braços para afastá-lo de sua esposa e tenta jogar Marie-Angélique nos braços de Raoul Nathan, que exige dinheiro dela sem cessar. Marie-Angélique empresta de Delphine de Nucingen, mas logo aterrorizada com suas dívidas, ela se confia a Marie-Eugénie du Tillet (Madame Ferdinand du Tillet), que previne Félix, o qual resolve tudo. Ele reembolsa Delphine, perdoa sua esposa e recupera suas cartas de amor.

Félix de Vandenesse aparece também em :
- Une ténébreuse affaire;
- Splendeurs et misères des courtisanes;
- Mémoires de deux jeunes mariées.

O leitor da Comédia Humana vislumbra parcialmente esta personagem primeiramente em Une fille d'Eve antes mesmo de descobrí-lo integralmente no papel principal em Le Lys dans la vallée.